# VW Jetta VII
Der Volkswagen Jetta VII ist eine Limousine des Wolfsburger Automobilherstellers Volkswagen in der Kompaktklasse. Es ist die siebte Generation des Jetta, sie wird in Nordamerika seit 2018 verkauft. In Mitteleuropa wird das Modell im Gegensatz zu den Vorgängerversionen nicht mehr angeboten. Gebaut wird das Fahrzeug im mexikanischen Puebla.

## Geschichte
Die Limousine wurde erstmals im Januar 2018 auf der North American International Auto Show in Detroit vorgestellt. Seit Mitte 2018 ist sie auf dem nordamerikanischen Markt erhältlich. Mit der dritten Generation des VW Lavida debütierte im April 2018 auf der Beijing Auto Show eine Variante der siebten Jetta-Generation für den chinesischen Markt von Shanghai Volkswagen. Sie wird dort seit Mai 2018 verkauft. Der seit Juni 2018 bei FAW-Volkswagen gebaute VW Bora ist zum Lavida nahezu baugleich. Nach Südamerika wird das Fahrzeug seit Herbst 2018 exportiert. In einigen Ländern wird es dort auch als VW Vento verkauft. Zwischen 2020 und 2021 war die Baureihe auch in Russland erhältlich. Auch hierfür erfolgte die Produktion in Mexiko. Das Vorgängermodell Jetta VI wurde auch in Russland gefertigt.
Auf der Chicago Auto Show im Februar 2019 präsentierte Volkswagen mit dem Jetta GLI eine sportliche Variante der Limousine. Sie wird seit Frühjahr 2019 in den Vereinigten Staaten verkauft.
Für das Modelljahr 2022 präsentierte Volkswagen im August 2021 eine überarbeitete Version des Jetta. Im letzten Quartal 2021 kam sie in den Handel.
Auf 1984 Exemplare limitiert ist das Sondermodell GLI 40th Anniversary Edition, das im Juli 2023 debütierte.
Eine weitere Modellpflege der Baureihe wurde im Juni 2024 vorgestellt. Sie kam im dritten Quartal 2024 auf den Markt.

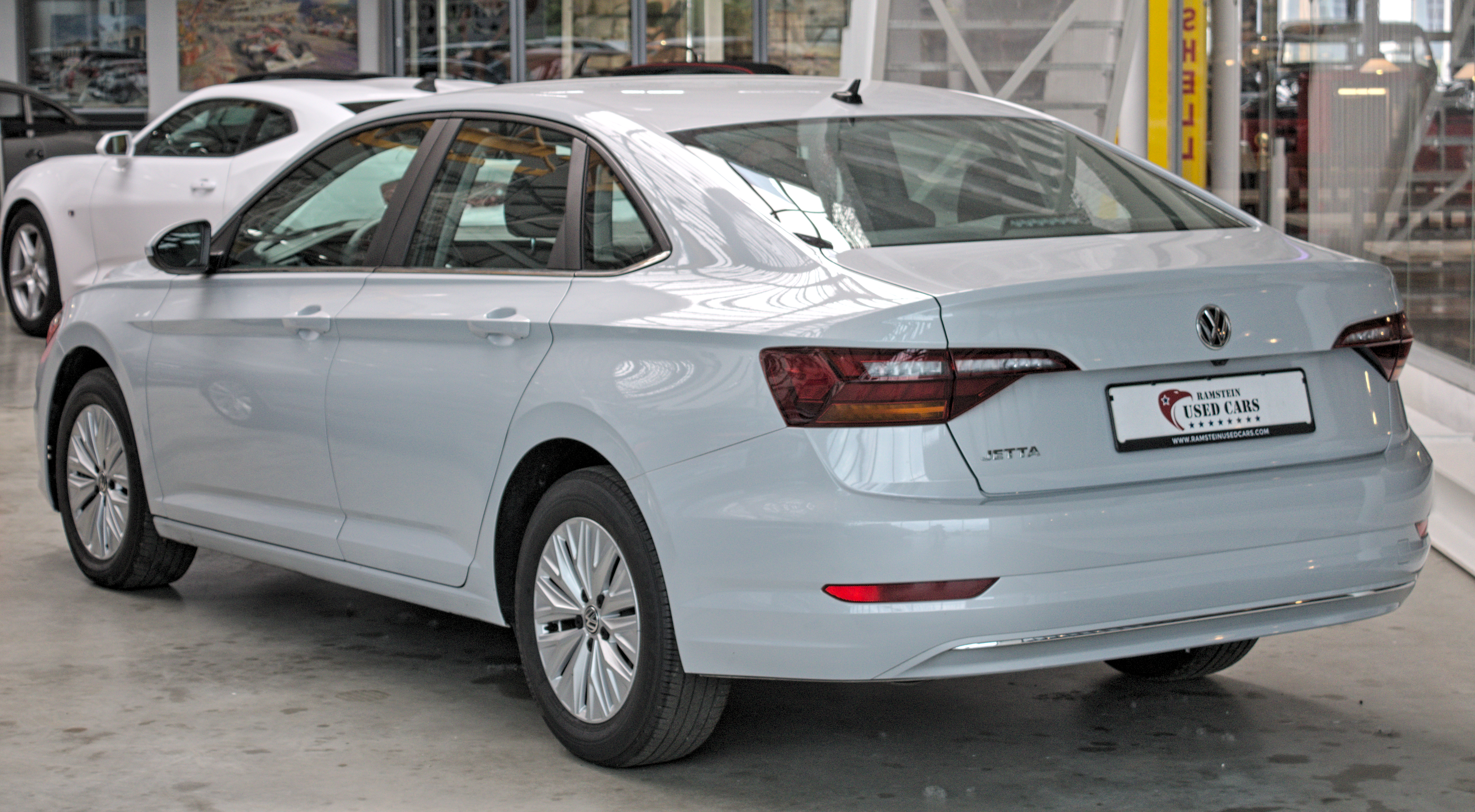
Heckansicht
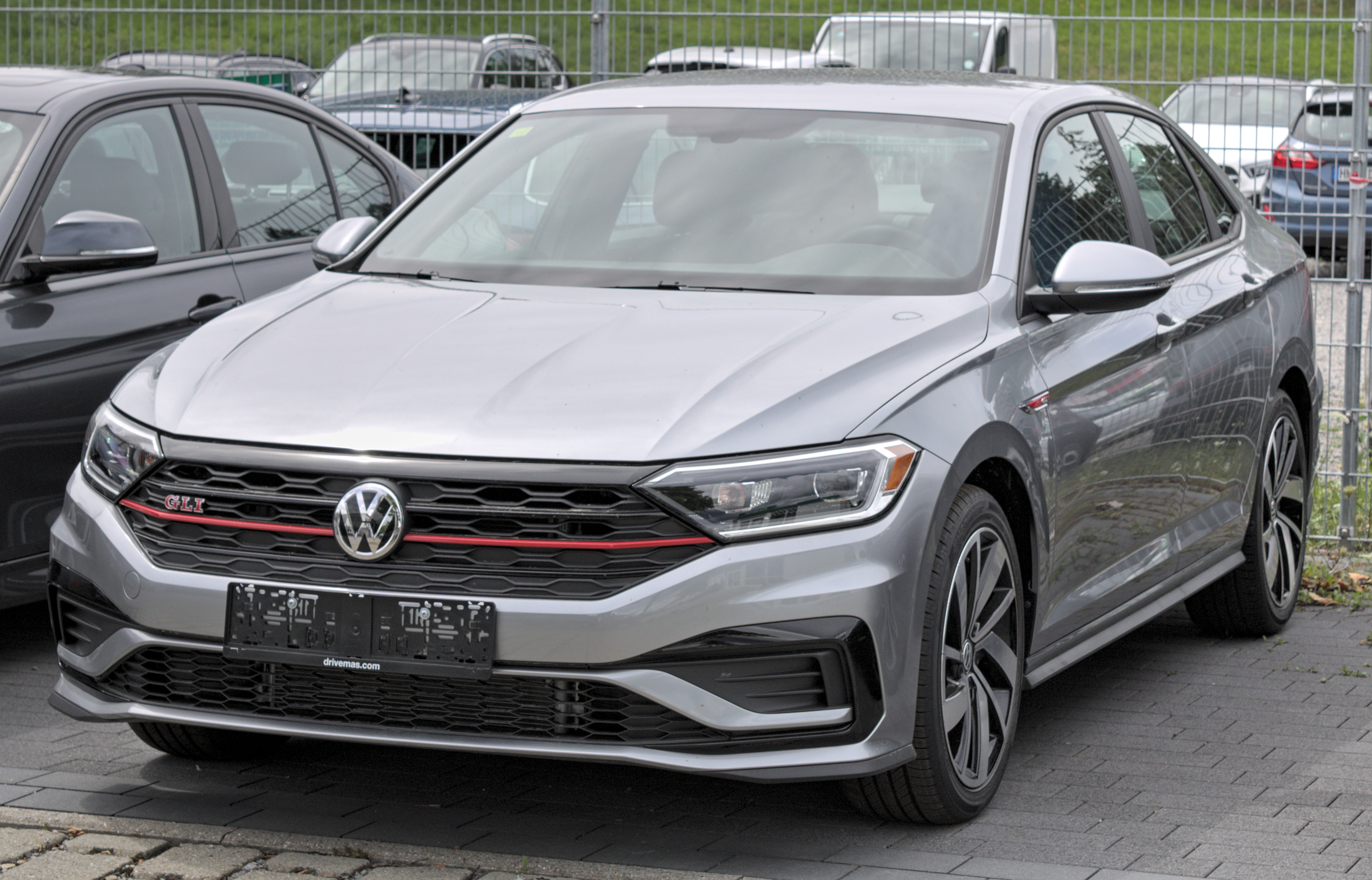
VW Jetta GLI (2019–2021)
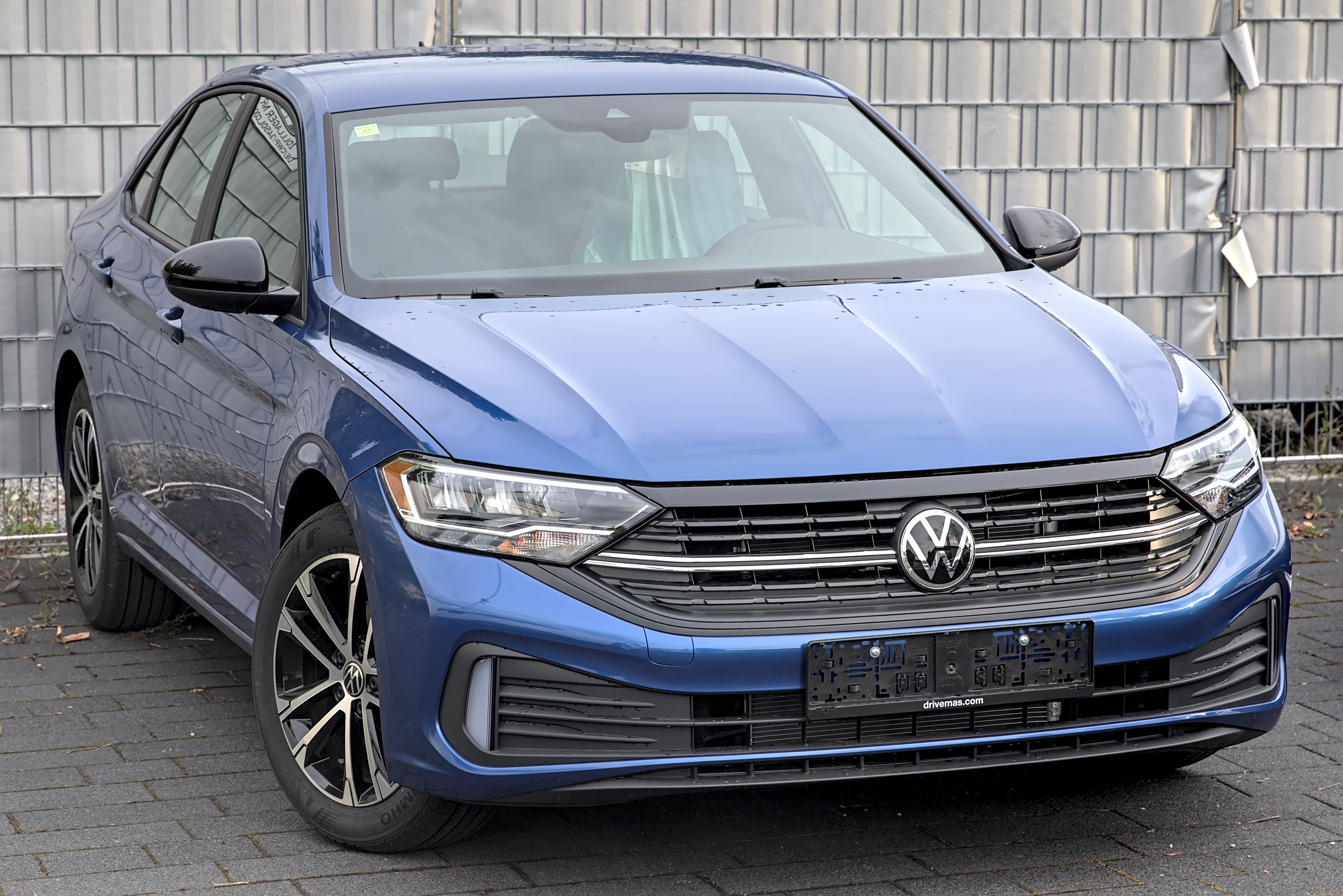
VW Jetta (2021–2024)
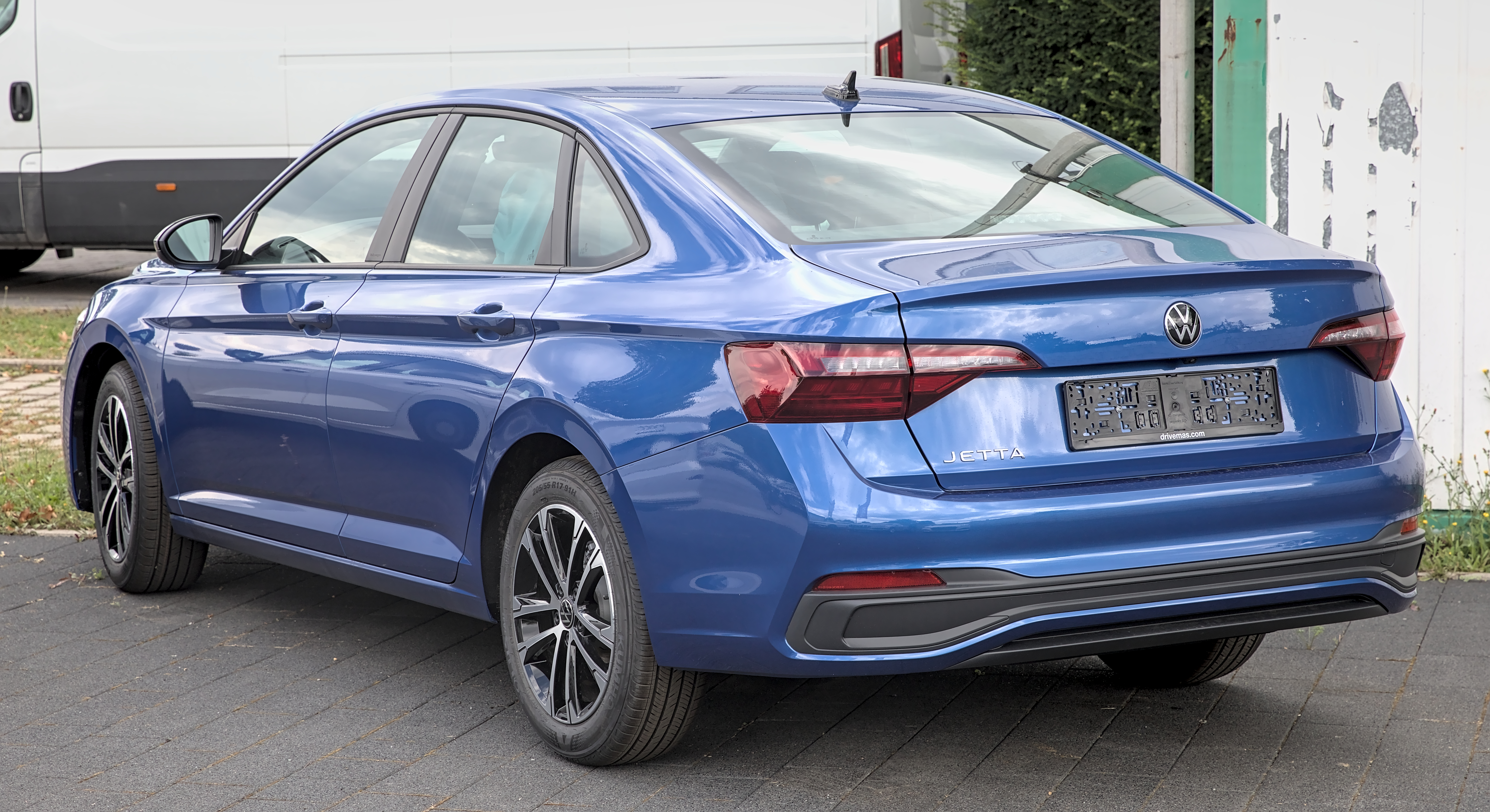
Heckansicht
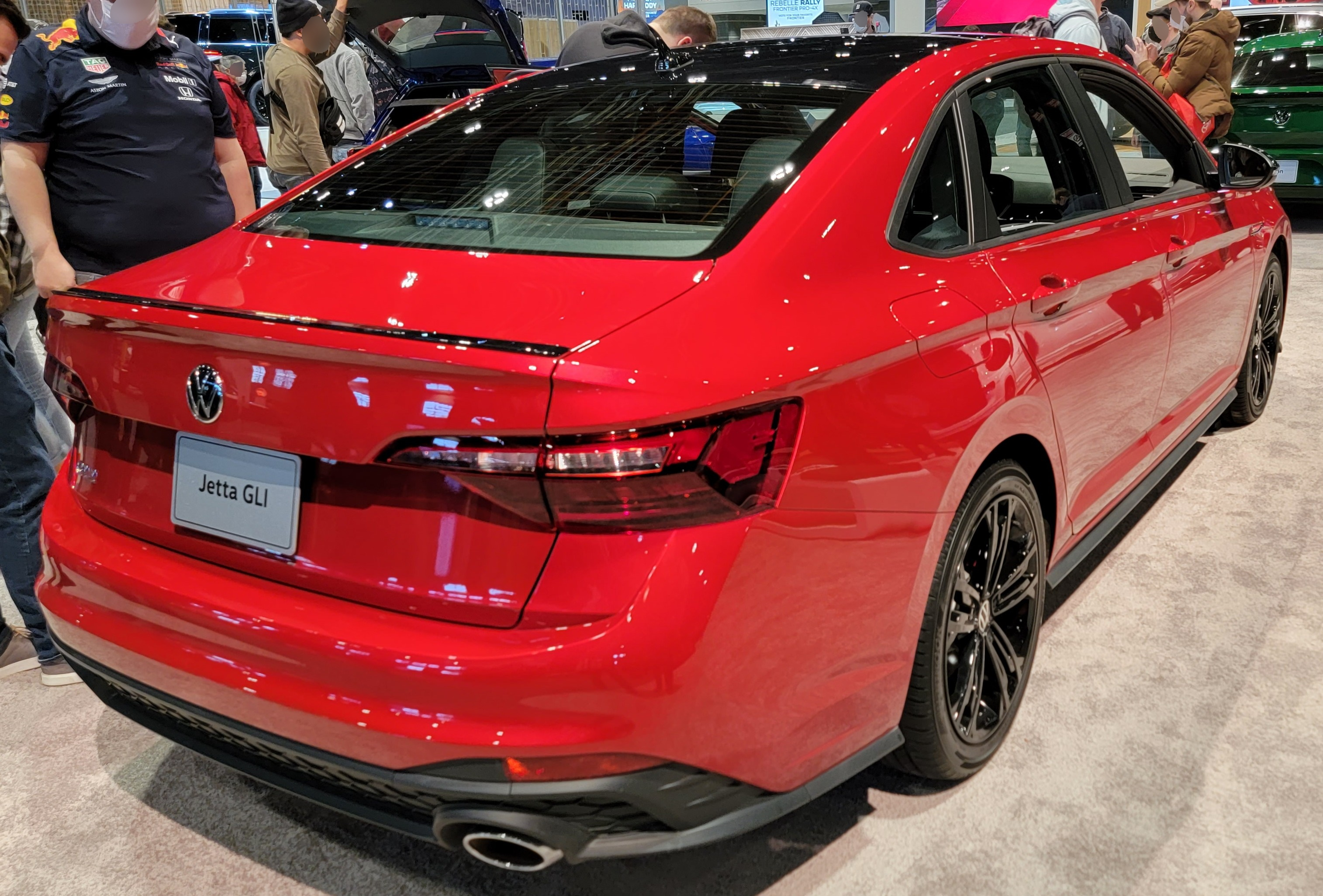
VW Jetta GLI (2021–2024)
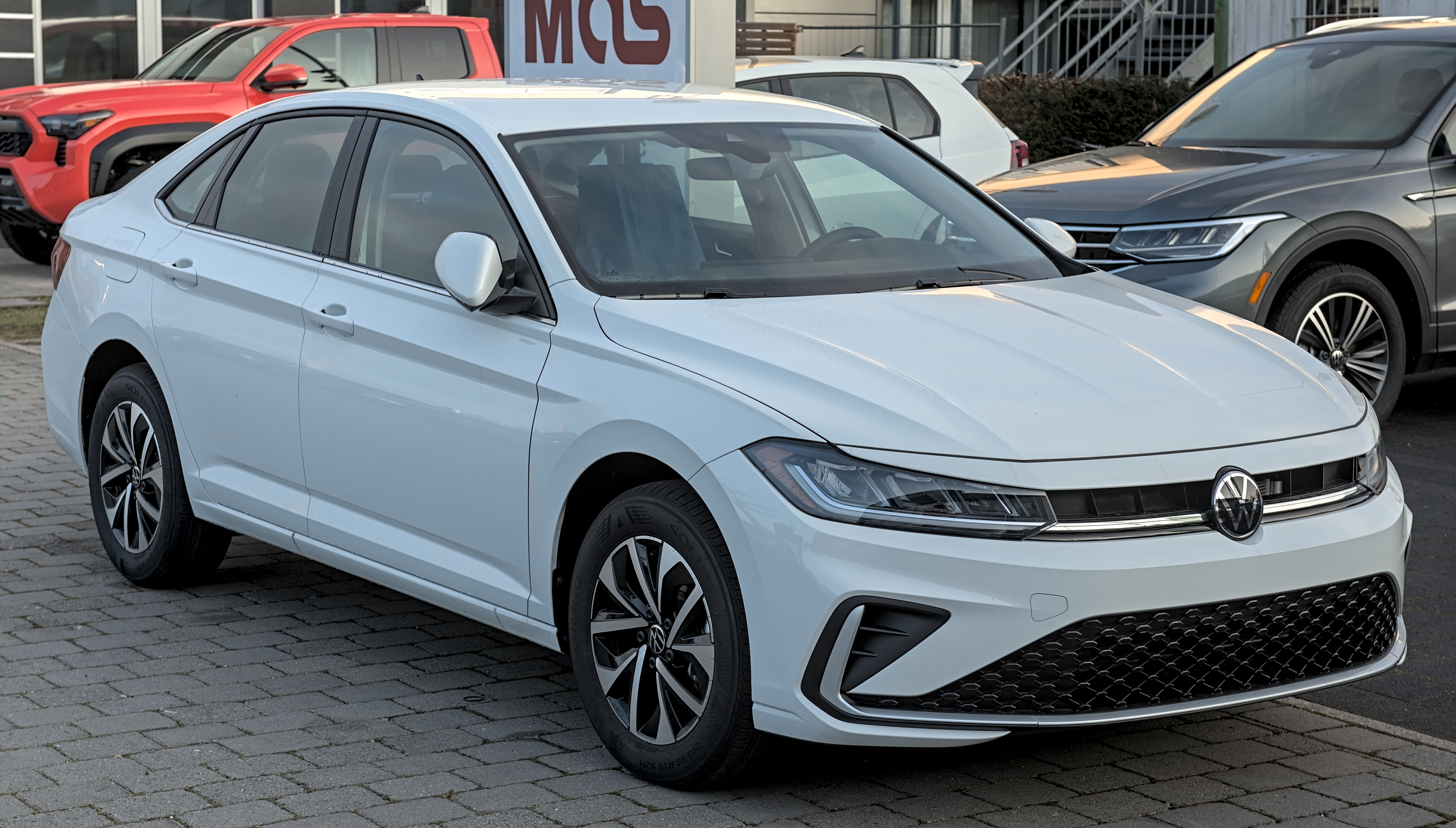
VW Jetta (seit 2024)
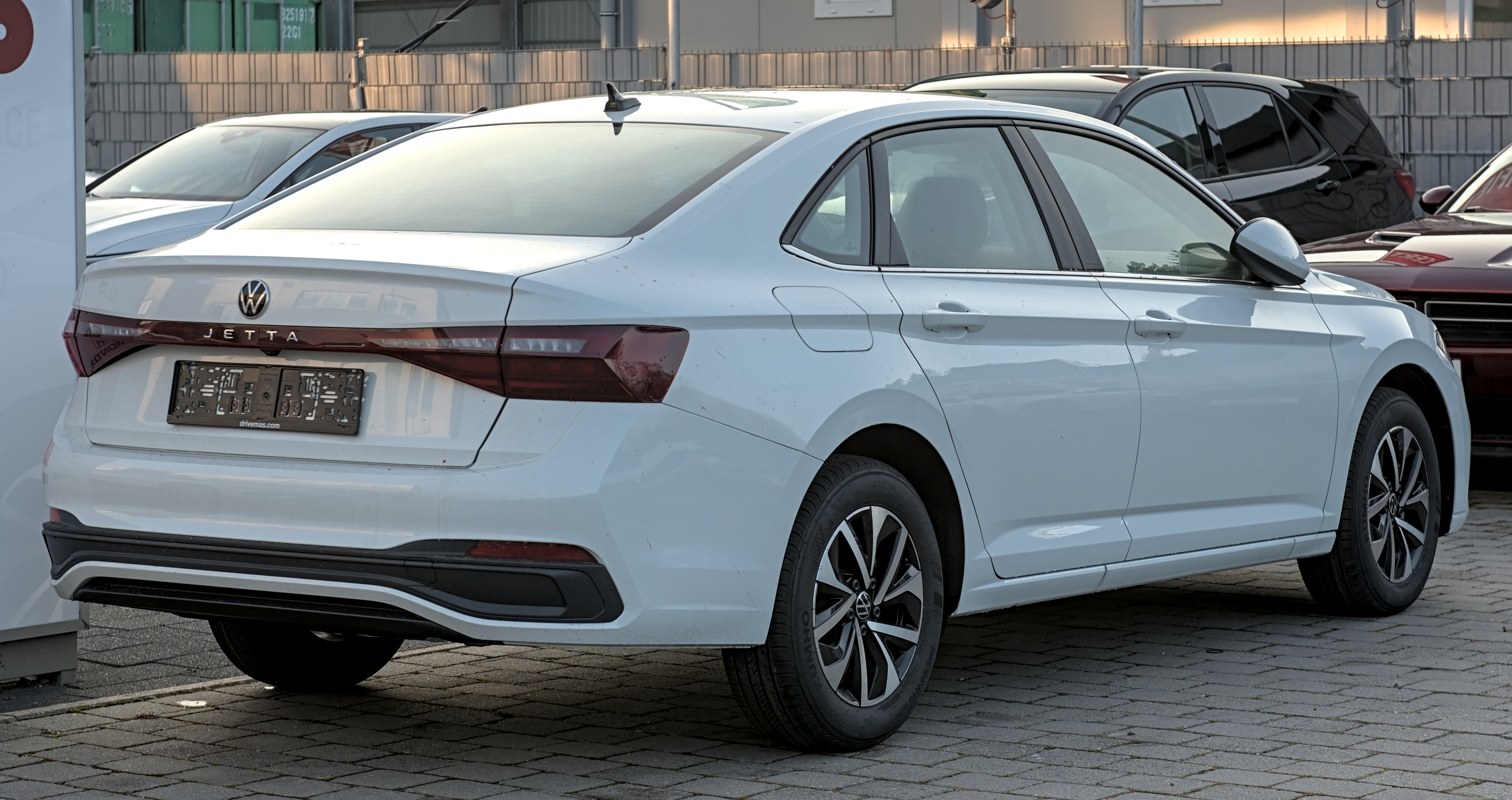
Heckansicht
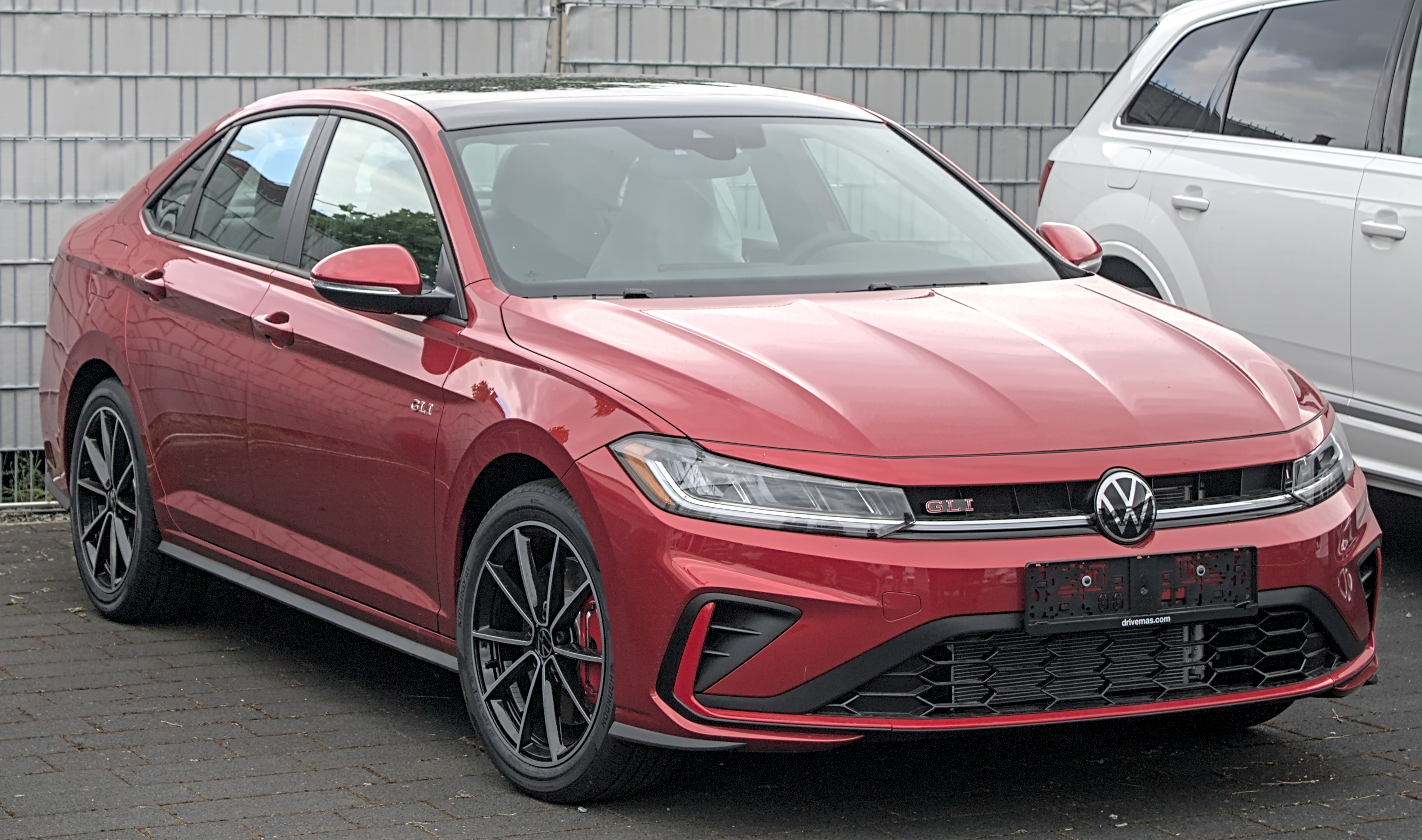
VW Jetta GLI (seit 2024)

## Technik
Erstmals baut der Jetta auf dem modularen Querbaukasten der Volkswagen AG auf. Dennoch gab es ihn zum Verkaufsstart nur mit dem VW-EA211-Motor. Es ist ein turbogeladener 1,4-Liter-Ottomotor mit 110 kW (150 PS) und einem maximalen Drehmoment von 250 Nm bei 1500/min. In der Basisausstattung hat die siebte Jetta-Generation ein 6-Gang-Schaltgetriebe, höhere Ausstattungsvarianten haben ein 8-Stufen-Automatikgetriebe, das für die Basisversion gegen Aufpreis erhältlich ist. Mit der Modellpflege 2021 wurde dieser Antrieb durch einen 1,5-Liter-Ottomotor des Typs VW EA211 evo und 118 kW (160 PS) ersetzt. Seit 2024 ist der 1,5-Liter-Ottomotor nur noch mit Automatikgetriebe erhältlich.
Der im Frühjahr 2019 präsentierte Jetta GLI wird vom aus dem Golf VII GTI bekannten Zweiliter-Ottomotor mit 169 kW (230 PS) angetrieben. Serienmäßig hat er ein 6-Gang-Schaltgetriebe, optional ist ein 7-Stufen-Doppelkupplungsgetriebe erhältlich.
Insbesondere durch eine verwirbelungsfreie Heckgestaltung und strömungsgünstige Unterbodenverkleidungen erreicht der neue Jetta einen Strömungswiderstandskoeffizienten (cw) von 0,27, rund zehn Prozent geringer als der des Vorgängermodell.

## Technische Daten
|                            | 1.4 TSI                          | 1.5 TSI                          | 2.0 TSI GLI                      | 2.0 TSI GLI                      |
| -------------------------- | -------------------------------- | -------------------------------- | -------------------------------- | -------------------------------- |
| Bauzeitraum                | 04/2018–11/2021                  | seit 11/2021                     | 03/2019–11/2021                  | seit 11/2021                     |
| Motorbaureihe              | VW EA211                         | VW EA211 evo                     | VW EA888                         | VW EA888                         |
| Motorart                   | Ottomotor                        | Ottomotor                        | Ottomotor                        | Ottomotor                        |
| Motortyp                   | Reihenbauart, Direkteinspritzung | Reihenbauart, Direkteinspritzung | Reihenbauart, Direkteinspritzung | Reihenbauart, Direkteinspritzung |
| Zylinder/Ventile           | 4/16                             | 4/16                             | 4/16                             | 4/16                             |
| Hubraum                    | 1395 cm³                         | 1498 cm³                         | 1984 cm³                         | 1984 cm³                         |
| max. Leistung bei min−1    | 110 kW (150 PS) bei 5000         | 116 kW (158 PS) bei 5500         | 169 kW (230 PS) bei 4700–6200    | 170 kW (231 PS) bei 5000–6200    |
| max. Drehmoment bei min−1  | 250 Nm bei 1400–3500             | 250 Nm bei 1750                  | 350 Nm bei 1500–4600             | 350 Nm bei 1500–4400             |
| Antriebsart                | Vorderradantrieb                 | Vorderradantrieb                 | Vorderradantrieb                 | Vorderradantrieb                 |
| Getriebeart, Serie         | 6-Gang-Schaltgetriebe            | 6-Gang-Schaltgetriebe            | 6-Gang-Schaltgetriebe            | 6-Gang-Schaltgetriebe            |
| Getriebeart, Option        | 8-Stufen-Automatikgetriebe       | 8-Stufen-Automatikgetriebe       | 7-Stufen-Doppelkupplungsgetriebe | 7-Stufen-Doppelkupplungsgetriebe |
| Leergewicht                | 1331 kg                          | 1420 kg                          | 1479 kg                          | 1476 kg                          |
| Beschleunigung, 0–100 km/h | 8,9 s                            | 7,6 s                            | 6,8 s                            | 6,7 s                            |
| Höchstgeschwindigkeit      | 210 km/h                         | 200 km/h                         | 250 km/h                         | 249 km/h                         |

## Trivia
Im August 2018 erreichte bei der Bonneville Speed Week im US-amerikanischen Staat Utah ein modifizierter Jetta VII auf den Bonneville Flats eine Durchschnittsgeschwindigkeit von 338,15 km/h. Damit stellte das Fahrzeug einen neuen Geschwindigkeitsrekord in der BGC/G-Klasse der Southern California Timing Association (SCTA) auf. Angetrieben wurde die Limousine von einem 447 kW (608 PS) starken Zweiliter-TSI-Ottomotor der Baureihe VW EA888. Das Rekordfahrzeug wurde tiefergelegt, hatte glatte Scheibenräder mit Spezialreifen für die Oberfläche des Salzsees und einen Bremsschirm.